# Нетулисько-Мале
Нетулисько-Мале (пол. Nietulisko Małe) — село в Польщі, у гміні Кунув Островецького повіту Свентокшиського воєводства.
Населення — 515 осіб (2011).
У 1975-1998 роках село належало до Келецького воєводства.

## Демографія
Демографічна структура на день 31 березня 2011 року:
|          | Загалом | Допрацездатний вік | Працездатний вік | Постпрацездатний вік |
| -------- | ------- | ------------------ | ---------------- | -------------------- |
| Чоловіки | 243     | 39                 | 172              | 32                   |
| Жінки    | 272     | 54                 | 147              | 71                   |
| Разом    | 515     | 93                 | 319              | 103                  |